# Olanta
Olanta é uma cidade  localizada no estado norte-americano de Carolina do Sul, no Condado de Florence.

## Demografia
Segundo o censo norte-americano de 2000, a sua população era de 613 habitantes.
Em 2006, foi estimada uma população de 626, um aumento de 13 (2.1%).

## Geografia
De acordo com o United States Census Bureau tem uma área de
2,5 km², dos quais 2,5 km² cobertos por terra e 0,0 km² cobertos por água. Olanta localiza-se a aproximadamente 33 m acima do nível do mar.

## Localidades na vizinhança
O diagrama seguinte representa as localidades num raio de 20 km ao redor de Olanta.